# Cellbiologi

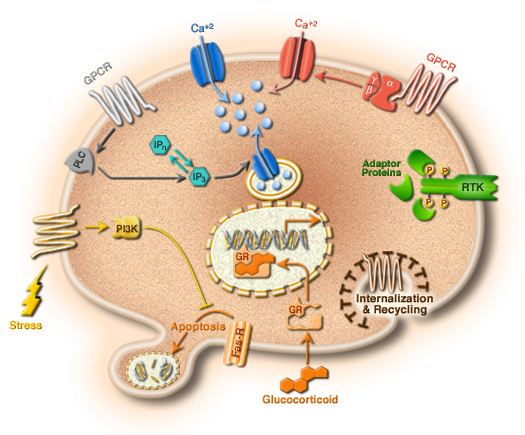
Att förstå celler i termer av deras molekylära komponenter.

Cellbiologi eller cytologi är den del av biologin som beskriver hur organismen fungerar på cellnivå och behandlar cellens beståndsdelar (organeller), cellens struktur (cytoskelett) och dess enzymatiska processer, exempelvis metabolismen.
Kroppen består av ett hundratal olika celltyper, alla med en speciell uppgift. När en organism utvecklas, så sker det genom att ett fåtal celler delar på sig och specialiserar sig till mer specifika funktioner beroende på vilken vävnad cellen hör till.  Cellens utseende och belägenhet bestäms av vad den ska ha för funktion. Till exempel är bukspottkörtelns (pankreas) insulinproducerande betaceller helt skilda från hjärnans neuroner, vad gäller utseende, produktion (insulin- respektive neurotransmittorer), placering i kroppen, etc.
Det som styr en cells utseende och funktion är dess genuttryck, det vill säga summan av de gener som är aktiva i en cell för tillfället. Generna kodar för olika proteiner, som kan ha olika funktioner i kroppen:
- Strukturella proteiner bygger upp cellens cytoskelett och organeller.
- Enzymer är en grupp proteiner som kan påverka omsättningen eller nedbrytningen av andra ämnen i cellen.
- Vissa proteiner fungerar som transkriptionsfaktorer, som styr vilka gener som skall uttryckas av cellen.
- Vissa proteiner fungerar som ligand eller signalsubstans för olika receptorer.

I cellbiologisk forskning försöker man ta reda på hur en viss celltyp fungerar, till exempel vilka mekanismer ligger bakom insulinfrisättningen från betacellerna i pankreas.